# Chrysemosa sodomensis
Chrysemosa sodomensis är en insektsart som först beskrevs av Hölzel 1982.  Chrysemosa sodomensis ingår i släktet Chrysemosa och familjen guldögonsländor. Inga underarter finns listade i Catalogue of Life.